# 覆い
| ウィキペディアには「覆い」という見出しの百科事典記事はありません（タイトルに「覆い」を含むページの一覧/「覆い」で始まるページの一覧）。 代わりにウィクショナリーのページ「覆い」が役に立つかもしれません。 |